# Брижань, Сергей Николаевич
Сергей Николаевич Брижань (укр. Сергій Миколайович Брижань; 1 января 1956 — 28 октября 2021) — советский и украинский театральный актёр и режиссёр кукольного театра
. Главный режиссёр Хмельницкого академического областного театра кукол, Заслуженный деятель искусств Украины. Президент Всеукраинской общественной организации кукольников «УНЦМСДТЛ „UNIMA-УКРАЇНА“» — украинского национального центра Международного союза деятелей театра кукол «UNIMA».

## Биография
Родился 1 января 1956 года в пгт. Ситковцы Винницкой области. Детство провёл в Гайсине Винницкой области, учился в средней школе № 2 с 1963 по 1966 (до переезда семьи в город Хмельницкий). Среднее образование завершил в 1973 году в хмельницкой средней школе № 17.
В том же 1973 году принят в актёрскую труппу Хмельницкого областного театра кукол, где работал сезон 1973—1974 годов. С 1974 по 1978 годы — студент Харьковского института искусств им. И.Котляревского (специальность «актёр театра кукол»).
С июня по ноябрь 1978 года работал актёром Одесского театра кукол. После прохождения в 1978—1980 годах срочной службы в Советской армии — актёр Хмельницкого областного театра кукол (1980—1981).
Следующее высшее образование получает в ЛГИТМиК, где учился с 1981 по 1986 годы. Полученная специальность — «режиссура драмы» со специализацией «режиссура театра кукол».
Работа по режиссёрской специальности началась в Ровенском областном театре кукол, куда попал по распределению на должность режиссёра-постановщика (1986—1989).
С июня 1989 года на должности главного режиссёра Хмельницкого областного театра кукол Президент Всеукраинской общественной организации кукольников «УНЦМСДТЛ „UNIMA-УКРАЇНА“» — украинского национального центра Международного союза деятелей театра кукол «UNIMA».

## Творческая деятельность
Поставил более 100 спектаклей в театрах Хмельницкого, Ровно, Винницы, Ивано-Франковска, Черновцов, Чернигова, Львова, Киева, Симферополя, Полтавы, Одессы, Луганска, Донецка, Луцка, Херсона, Николаева. Опыт постановок в российских театрах Иваново, Тулы, Перми, белорусских театрах Бреста, Могилёва, Витебска, в польском Бендзине, литовском Паневежисе.
Среди постановок: «Жеребёнок» М. Шолохова, «Русалочка» Х. К. Андерсена, «Слонёнок» Р. Киплинга, «Кот в сапогах» Ш. Перро, «Аленький цветочек» С. Аксакова, «Добренький Принц» А. Шмидт, «Сны о Винни» по А. Милну, «Полесяночка» О. Смыка, «Хомячок и северный Ветер» Х. Паукша, «Кукольник» Х. Юрковского, «Волшебное оружие Кензо» по японским легендам и пьесе М. Супонина, «Чумацкий шлях» по идее И.Уваровой, «Тарас» Б. Стельмаха, «Ивасик-Телесик», «Пан Коцкий», «Колобок», «Котигорошко», «Алёнушка и Иванушка», «Уроки матушки Козы» — по народным сказкам, «Рождественская ночь», «Семейный Вертеп», «Видлуння»(идея И. П. Уваровой), — по мотивам народного «Вертепа», «Любовь к трём апельсинам» К. Гоцци, «Лесины письма» — по детским письмам Л. Украинки, «Маленькая фея» В.Рабадана, «Тезей и Ариадна» по древнегреческой мифологии, «Садок вишнёвый возле хаты» — по поэзии Т. Шевченко, «Ветряная мельница» по сказке Х. Андерсена, «Волшебные снежинки» М. Супонина, «Сказки ясной Поляны» (по пьесе Н. Гернет и Т. Гуревич), «Код Буратино, или что открівает Золотой Ключик», «Ночь перед Рождеством» (по повести Н. Гоголя), «Красная Шапочка, или десять пирожков для Бабушки», «Снежная Королева» по сказке Андерсена, «Тот, кто живёт на сцене» (по мотивам А.Лингренд), «Эгле королева ужей» (по поэме С. Нерис), «Золоторогий Олень» (по поэме Д. Павлычко), «Сказки старого шифонера», «Рики-тики-тави» (по Киплингу), «Ослик Мафин и друзья» (по сказке Энн Хогарт), «Можно ли деньгами речку загородить» (по сказке Гната Хоткевича), спектакль для зрителей от 1 до 3 лет «Беби — Бумм!», и др.
Спектакли отмечены на фестивалях на Украине, в Польше, Болгарии, Белоруссии, Сербии, Молдавии, России, Литве, Финляндии, Австрии, Армении, Словакии, Хорватии.
Автор пьес, инсценировок, авторизованных переводов, которые с успехом идут во многих театрах кукол.

## Режиссёрские работы в театре

### Хмельницкий академический областной театр кукол
- 2000, 20 мая — «Тарас» Богдана Стельмаха[8][9]
- «Аленький цветочек» С. Аксакова[10]
- «Алёнушка и Иванушка» по мотивам народной сказки[11][12]
- «Волшебная лампа Аладдина»[13]
- «Волшебное оружие Кензо» по японским легендам и пьесе М. Супонина[14]
- «Гномы доброй Белоснежки» Г. Усача[15]
- «Солнышко и снежные Человечки» А.Веселова
- «Яйцо» Б.Априлова
- «Кому нужен Снеговик» В.Лисового
- «Кто живёт под крыльцом» О.Розум
- «Добренький Принц» А. Шмидт[16]
- «Ивасик-Телесик»[17]
- «Коло-Бок»[18]
- «Кот в сапогах» Ш. Перро[19]
- «Лесины письма» поэтическая фантазия по мотивам детских писем Леси Украинки[20]
- «Любовь к трём апельсинам» К. Гоцци[21]
- «Отзвуки» по идее Ирины Уваровой[22]
- «Русалочка» Х. К. Андерсена[23]
- «Сказка странствующего Кукольника» Хенрика Юрковского[24]
- «Слонёнок» по мотивам сказки Р. Киплинга[25]
- «Сны о Винни» по А. Милну[26]
- «Ёжик — малыш»
- «Три поросёнка»[27]
- «Хомячок и северный Ветер» Х. Паукша[28]
- «Снежная Королева»
- «Тесей и Ариадна»
- «Код Буратино, или что открывает Золотой Ключик»
- «Тот, кто живёт на сцене»
- «Волшебные снежинки» М.Супонина
- «Красная Шапочка, или десять пирожков для Бабушки»
- «Сказки старого шифонера»
- «Эгле — королева ужей» С.Нерис
- «Рики-тики-тави»
- «Ослик Мафин и друзья»
- «Т.Шевченко. Спогад»
- «Старая ветряная Мельница»
- «Бэби-бумм»
- «Маля-ля-ля»
- «Багач-бедняк» (за Г.Хоткевичем)
- «Волшебница — жаба»
- «Маленькая Волшебница»

### Донецкий академический областной театр кукол
- «Кот в сапогах»[29]
- «Аленький цветочек»

### Полтавский академический областной театр кукол
- «Пан Коцкий»[30]
- «Колобок»
- «Чумацкий шлях»
- 2012 — «Уроки матушки Козы»[31][32][33]
- «Кот в сапогах»[34]

### Ровенский академический областной театр кукол[укр.]
- «Пан Коцкий» Павла Гирныка и Сергея Брижаня[12]
- М.Супонин «Осторожно, Коза»
- М.Шолохов «Жеребёнок»
- Б.Априлов «Яйцо»
- Я.Вильковский «Медвежонок Римтимти»
- Х. К. Андерсен «Русалочка»
- А.Смык «Полисяночка»
- Х.Паукш «Ослик»
- Г.Хоткевич «Чи можна грошима ричку загатыты»
- В.Рабадан «Маленькая Фея»
- «Рождественская ночь» по мотивам народного кукольного вертепа, записанного М. Маркевичем[35]

### Театр «Карабаска» (Пермь)
- «Ночь перед Рождеством» по Н. Гоголю (театральная фантазия с участием Гоголя, Пушкина и нечистой силы)[36]
  - номинация на Премию «Золотая маска» в 2015 году в номинациях «Лучший спектакль», «Лучшая работа режиссёра», «Лучшая работа художника», «Лучшая работа актёра» (Андрей Тетюрин)[37]
  - Гран-при X Международного фестиваля камерных театров кукол «Московские каникулы» (Москва)
  - Премия города Перми в области культуры и искусства 2014 года (Андрей Тетюрин)
  - Участник I Международного фестиваля театров кукол для молодёжи и взрослых «Маленький принц»
  - Участник Международного фестиваля театров кукол «Оренбургский Арбузник» (Оренбург)
  - Участник II регионального фестиваля русской классики профессиональных театров кукол «Кореневщино» (Липецк)
  - Участник IV Международного фестиваля театров кукол «Соломенный жаворонок» (Челябинск)
  - Участник фестиваля «Арт-каникулы. Театр — детям» (Пермь)
  - Участник фестиваля «Рождественский парад» (Санкт-Петербург)
  - Участник «Фестиваля театров кукол стран Содружества» (Алма-Ата, Казахстан)

### Тульский государственный театр кукол
- «Волшебная тайна зимнего леса»[38]
- «Сказка Ясной Поляны» по пьесе Н. Гернет, Т.Гуревич «Гусёнок»

### Брестский областной театр кукол
- «Золотой цыплёнок» май 1986 г.

## Награды и премии
- Заслуженный деятель искусств Украины[2]
- Лауреат премии кабинета министров Украины им. Л. Украинки[2]
- Лауреат премии национального союза театральных деятелей Украины им. В. Клеха (Украина-США) за создание уникальной знаковой системы решения кукольных спектаклей
- 2001 — Лауреат Хмельницкой областной премии им. Т. Шевченко[укр.][39]